# Стефан Иванов (актьор)
 Тази статия е за актьора.  За други хора с това име вижте Стефан Иванов.  
Стефан Иванов е български актьор.

## Биография
Роден е на 18 септември 1976 г. в град София, Народна република България. През 2003 г. завършва НАТФИЗ „Кръстю Сарафов“ със специалност „Актьорско майсторство за драматичен театър“ в класа на професор Димитрина Гюрова, където учи заедно с Антоний Аргиров. Играе известно време в Сливенския театър, а после се премества в Бургаския театър, където участва в постановката „Предградие“.
Иванов е участвал в множество в български и чуждестранни продукции. Най-значимата му роля е на Пешо Краниста в комедийния сериал „Етажна собственост“, излъчен по Нова телевизия.
Занимава се с нахсинхронен дублаж на филми и сериали и взима участия в дублажните студия „Александра Аудио“ и „Про Филмс“.

## Филмография
Български продукции
- „Ягодова луна“ (2020) – Иван „Живака“
- „Бензин“ (2017) – големия
- „Ние, нашите и вашите“ (2017) - Цецо
- „Етажна собственост“ (2012) – Пешо Краниста (сезон 2, 3 и 4)
- „Стъклен дом“ (2011) – Тома

Чуждестранни продукции
- „Убиец на ловци“ (Hunter Killer) (2018) – капитан
- Секция „Нула“ (Section Zero) (2016) – Дан Соренс
- „Легендата за Херкулес“ (The Legend of Hercules) (2014)
- „300: Възходът на една империя“ (300: Rise of an Empire) (2014) – персийски командир
- „Кодът“ (The Code) (2009) – Богдан
- „Кошмарен град 2035“ (Nightmare City 2035) (2008) – Стивънсън
- „Деца от восък“ (2007) – турски гангстер
- „Гигантски скорпион“ (Scorpius Gigantus) (2006) – Клочков
- „Механикът“ (The Mechanik) (2005) – пазач
- „В ада“ (In Hell) (2003)

## Дублаж
Сериали
1. „44 котки“ – Уинстън, 2019
2. „Ай Ай, Сантяго“ – Абуело, 2021
3. „Бъгс Бъни строители“ – Кмет Легхорн, 2023
4. „Варварката и тролът“ – Генерал Скели, 2021
5. „Гъбчовците“, 2020
6. „Ловци на работа“ – Алън, 2021
7. „Монстър Хай“ – Дракула, 2023
8. „Смърфовете“ – Ячко, 2021
9. „Тайфата на Бека“ – Гил, 2019
10. „Хлебопатета“ – Г-н Пъмпърк, 2019

Филми
1. „Героите на джунглата 2: Около света“ – Боб, 2024
2. „Горските мечоци: Завръщане на Земята“ – г-н Круз, 2023
3. „Елфи в кухнята: Печено-сторено“ – Други гласове, 2022
4. „Измислени приятели“ – Супер куче, 2024
5. „Оглитата: Добре дошли в Смърделград“ – Други гласове, 2022
6. „Мармадюк“ – Други гласове, 2022
7. „Напред“ – Гакстън, 2020
8. „Привидения в къщата“ – Уилям Грейси, 2023
9. „Супер Марио Bros.: Филмът“ – Други гласове, 2023